# Свадьба Туи
«Свадьба Туи» (кит. 图雅的婚事, 圖雅的婚事, Túyǎ de hūnshì) — драма китайского режиссёра Ван Цюаньаня, снятая в 2006 году. Фильм снимался во Внутренней Монголии. Главную героиню сыграла китайская актриса Юй Нань, остальных персонажей играли в основном проживающие на месте съёмки жители, которые носят в фильме свои собственные имена.
Версия фильма Свадьба Туи, представленная для китайской публики, короче фильма, представленного в остальных странах мира, на 10 минут из-за критических замечаний в адрес политического руководства Китая. Полная версия фильма была представлена на главный приз 57-го Берлинского кинофестиваля, где картина и получила Золотого медведя. Мировая премьера фильма состоялась 8 июня 2007 года. Премьера фильма в России состоялась 18 октября 2007 года.

## Сюжет
Туя вынуждена одна заботиться о своих двух детях, своём муже-инвалиде Батере, который вследствие несчастного случая не может ходить, а также стаде овец. При этом ей приходится каждый день, выбиваясь из сил, преодолевать немалые расстояния для того, чтобы пополнить запасы питьевой воды, которую невозможно получить в их деревне. Однажды под тяжестью повседневных забот Туя надрывается, и её кладут в больницу. Батер решается на развод, чтобы дать возможность жене выйти замуж второй раз, разделив тем самым часть своих повседневных забот со своим новым супругом. Поначалу Туя отказывается, но затем соглашается, но с условием, что её старая семья будет жить с ней в новом доме.
В кандидатах в мужья Туя не чувствует недостатка, однако все они в итоге отказываются от брака с молодой девушкой, так как не хотят взваливать на себя заботу о её муже. В конце концов к Туе приезжает её старый школьный друг Баолиер, который предлагает ей поместить Батера в дом престарелых, где ему будет обеспечен должный уход. Туя соглашается. Однако Батер, всю свою жизнь проживший в степи, не свыкается с новым «домом» и пытается покончить жизнь самоубийством. Последнее ему не удаётся, так как рядом оказывается его бывший сосед Сенге, который спасает Батера. Сенге связывается с Туей, которая находится в данный момент в пути к её новому дому, и рассказывает ей о случившемся. Туя с детьми, несмотря на протесты Баолиера, возвращаются к Батеру, спасая тем самым его от неминуемой гибели. После выздоровления Батера все вместе они возвращаются к себе домой.
Дома Туя принимается за старую работу. Сенге, оставшийся один после ухода от него жены, пытаясь помочь Туе в её повседневной жизни, начинает рыть колодец неподалёку от её дома. Вскоре он предлагает ей выйти за него замуж, обещая ей также заботу о её муже, однако пропадает вскоре на долгое время без вести. Полностью отчаявшаяся, Туя принимает предложение одного старого учителя выйти за него замуж, который также гарантирует ей заботу о Батере.
День свадьбы постепенно приближается, как вдруг в деревню возвращается Сенге на грузовике с установкой для рытья скважин. Туя сначала злится на Сенге за его долгое отсутствие, однако в конце концов решается выйти за него замуж.
На свадебной церемонии между Батером и Сенге происходит драка. Также сын Туи дерётся со своим сверстником, который сказал, что у сына Туи теперь два отца. Туя безуспешно пытается прекратить драку. В последнем кадре фильма зритель видит Тую сидящей одиноко и плачущей.

## Задумка фильма
Мать режиссёра картины Ван Цюаньаня была родом из Внутренней Монголии, в результате чего его любовь к культуре и образу жизни монголов была воспитана с раннего детства. В настоящие дни индустриализация степных местностей Внутренней Монголии, которая всё больше превращает степь в пустыню, принуждает местных жителей отказываться от их привычного образа жизни и переселяться в города. Фильм Свадьба Туи был призван показать ту культуру и быт монголов, которую знал режиссёр, пока она не пропала насовсем.

## Награды
- Золотой медведь на Берлинском кинофестивале 2007 года